# Romadriu
Romadriu es una localidad perteneciente al municipio de Llavorsí, en la provincia de Lérida, comunidad autónoma de Cataluña, España. En 2019 contaba con 15 habitantes.

## Historia
A mediados del siglo XIX, el lugar, ya por entonces perteneciente a Llavorsí, tenía contabilizada una población de 31 habitantes. La localidad aparece mencionada en el decimotercer volumen del Diccionario geográfico-estadístico-histórico de España y sus posesiones de Ultramar de Pascual Madoz de la siguiente manera:

ROMADRIU: l. agregado al distr. municipal de Llaborsi en la prov. de Lérida (35 horas), part. jud de Sort (6), aud. terr. y c. g. de Barcelona (55), dióc. de Seo de Urgel (8). sit. en terreno desigual rodeado de montañas muy elevadas, combatido por todos los vientos; el clima es muy frio, y esta circunstancia hace que se padezcan resfriados y pulmonias. Consta de 10 casas, una fuente y una igl. dedicada á San Martin, anejo de la parr. de Montenartó. Confina el térm. por N. y E. con Montescladó; S. Castellvó, y O. Vilamur; hay en el mismo algunas minas de hierro que estan en esplotacion; varias fuentes y le baña el riach. llamado de Romadriu, que mueve con sus aguas una fragua y va luego á incorporarse al Noguera Pallaresa. El terreno es escabroso. caminos: el que comunica con los pueblos limítrofes: recibe la correspondencia de Llaborsí dos veces á la semana. prod.: centeno, patatas y yerba; cria ganado de toda clase, siendo preferido el vacuno. ind.: una fáb. de hierro que se provee del mineral de su térm. pobl.: 7 vec., 31 alm. riqueza imp.: 8,346 rs. contr.: el 14'48 por 100 de esta riqueza.
(Madoz, 1849, p. 546)

## Patrimonio
En la localidad hay una iglesia bajo la advocación de San Martín.